# Filipa de Hainault
Filipa de Hainault, fr. Philippa de Hainault (ur. ok. 1314 w Valenciennes, zm. 15 sierpnia 1369 w Windsorze) – królowa Anglii jako żona króla Edwarda III.
Urodziła się w Valenciennes (ówczesnej Flandrii, obecnie Francja), jako druga córka Wilhelma I Dobrego, hrabiego Hainaut i Joanny de Valois (córki Karola de Valois, wnuczki Filipa III Śmiałego). Kiedy miała 9 lat, król Anglii – Edward II zdecydował, że poślubi ona jego najstarszego syna (przyszłego Edwarda III) i wysłał biskupa Stapeldona, by ją obejrzał. Filipa poślubiła Edwarda w Yorku, 24 stycznia 1328 – 11 miesięcy po tym, jak został on królem Anglii. W przeciwieństwie do przyszłych królowych Anglii, nie przywiozła ze sobą ogromnego dworu i nie wprowadziła na dworze ani flandryjskich ani francuskich obyczajów. 
Anglicy kochali ją jako delikatną, pełną współczucia i miłą kobietę. Towarzyszyła mężowi w jego ekspedycji do Szkocji w 1333, i Flandrii w latach 1338–1340. Zapamiętano ją również jako kobietę wrażliwą, która interweniowała u swojego męża i przekonała go, by oszczędził życie mieszczan Calais, których on chciał stracić dla przykładu. Edward bardzo kochał swoją żonę i choć przez 40 lat małżeństwa miał liczne krótkie „miłostki” oraz stałą kochankę Alice Perrers, darzył Filipę ogromnym szacunkiem. Filipa zmarła w Zamku Windsor na skutek obrzęku i została pochowana w Westminster Abbey. Przeżyła dziewięcioro swoich dzieci, dwoje z nich zmarło w 1348 w czasie epidemii Czarnej śmierci.

## Potomstwo Filipy i Edwarda
Filipa urodziła mężowi 13 dzieci; 8 synów i 5 córek:
- Edward, Czarny Książę (15 czerwca 1330 – 8 czerwca 1376), książę Walii, ojciec króla Ryszarda II
- Izabela Angielska (1332–1379), żona Enguerranda VII, pana de Coucy
- Joanna Angielska (luty 1335 – 2 września 1348), narzeczona Piotra I Okrutnego, króla Kastylii
- Wilhelm Hatfield (16 lutego – 8 lipca 1337)
- Lionel z Antwerpii (29 listopada 1338 – 7 października 1368), książę Clarence
- Jan z Gandawy (24 czerwca 1340 – 3 lutego 1399), książę Lancaster, ojciec króla Henryka IV
- Edmund Langley (5 czerwca 1341 – 1 sierpnia 1402), książę Yorku
- Blanka Plantagenet (1342)
- Maria Plantagenet (1344–1362), żona Jana V, księcia Bretanii
- Małgorzata Plantagenet (1346–1361), żona Johna Hastingsa, 2. hrabiego Pembroke
- Tomasz Windsor (1347)
- Wilhelm Windsor (24 czerwca – 5 września 1348)
- Tomasz Woodstock (7 stycznia 1355 – 8/9 września 1397), książę Gloucester